# Poecilodryas cerviniventris
Poecilodryas cerviniventris là một loài chim trong họ Petroicidae.